# Канамори, Хиро
Хиро Канамори (яп. 金森 博雄 Канамори Хиро:, род. 17 октября 1936) — американский сейсмолог японского происхождения, сделавший фундаментальный вклад в понимание физики землетрясений и тектонических процессов, которые их вызывают.

## Биография
Выпускник Токийского университета (бакалавр наук, 1959 год, степень магистра наук — 1961 год). Научный сотрудник Калифорнийского технологического института с 1965 года, профессор Калтеха с 1972 года.
Канамори и американский сейсмолог Том Хэнкс разработали шкалу сейсмического момента, которая заменила шкалу Рихтера для измерения относительной силы землетрясений.
Канамори совместно с Масаюки Кикути изобрел метод расчёта распределения сдвига в месте разлома по данным телесейсмических сигналов. Кроме того, они изучали сейсмическую активность в реальном времени.

## Награды
- 1991 — Медаль Гарри Рида Сейсмологического общества Америки[англ.][8]
- 1993 — Премия Артура Л. Дэя[англ.]
- 1993 — Премия Асахи
- 2004 — Премия Японской академии наук
- 2006 — Заслуженный деятель культуры[англ.]
- 2007 — Премия Киото в категории естественных наук[9]
- 2014 — Медаль Уильяма Боуи[англ.]

## Избранные публикации
- Kanamori, H. The energy release in great earthquakes (англ.) // J. Geophys. Res.[англ.] : journal. — 1977. — Vol. 82. — P. 2981—2876. — doi:10.1029/JB082i020p02981.
- S. Uyeda, H. Kanamori. Back-arc opening and the mode of subduction (англ.) // Journal of Geophysical Research[англ.] : journal. — 1979. — Vol. 84. — P. 1049—1061. — doi:10.1029/JB084iB03p01049. Архивировано 14 июня 2011 года.
- Hanks, Thomas C.; Kanamori, Hiroo. Moment magnitude scale (англ.) // Journal of Geophysical Research[англ.] : journal. — 1979. — 5 January (vol. 84, no. B5). — P. 2348—2350. — doi:10.1029/JB084iB05p02348.
- L. Ruff and H. Kanamori. Seismicity and the subduction process (англ.) // Phys. Earth Planet. Inter.[англ.] : journal. — 1980. — Vol. 23. — P. 240—252. Архивировано 23 июля 2010 года.
- Kikuchi, M., and Kanamori, H. Inversion of complex body waves (англ.) // Bull. Seismol. Soc. Am.[англ.] : journal. — 1982. — Vol. 72. — P. 491—506. Архивировано 23 июля 2010 года.
- Kanamori, H., E. Hauksson, and T. Heaton. Real-time seismology and earthquake hazard mitigation (англ.) // Nature : journal. — 1997. — Vol. 390, no. 6659. — P. 461—464. — doi:10.1038/37280. Архивировано 14 июня 2011 года.
- Allen, R.M. and H. Kanamori. Rapid determination of event source parameters in southern California for earthquake early warning (англ.) // AGU 2001 fall meeting : journal. — 2001.
- Allen R. M., Kanamori H. The potential for earthquake early warning in southern California (англ.) // Science : journal. — 2003. — 2 May (vol. 300, no. 5620). — P. 786—789. — doi:10.1126/science.1080912. — PMID 12730599. Архивировано 4 июня 2010 года.